# Houston (Pensilvania)
Houston es un borough ubicado en el condado de Washington en el estado estadounidense de Pensilvania. En el año 2000 tenía una población de 1.314 habitantes y una densidad poblacional de 1,383 personas por km².

## Geografía
Houston se encuentra ubicado en las coordenadas 40°14′59″N 80°12′37″O / 40.24972, -80.21028.

## Demografía
Según la Oficina del Censo en 2000 los ingresos medios por hogar en la localidad eran de $30,598 y los ingresos medios por familia eran $42,083. Los hombres tenían unos ingresos medios de $31,413 frente a los $22,371 para las mujeres. La renta per cápita para la localidad era de $18,001. Alrededor del 10.5% de la población estaba por debajo del umbral de pobreza.